# Frakcióvezető
A frakcióvezető egy parlamenti párt országgyűlési képviselőcsoportjának vezetője. Magyarországon tisztségénél fogva automatikusan az Országgyűlés Házbizottságának tagja.

## Jogköre
(az országgyűlési képviselők általános jogkörén túl):
- napirenden kívüli felszólalás rendkívüli ügyben 5 percben
- a Házbizottság szavazati joggal rendelkező tagja
- az Országgyűlés elnökéhez benyújtott önálló indítványokból 2 példányt kap
- kérésére az Elnök szünetet rendelhet el
- ülésszakonként legfeljebb hatszor kérheti az Országgyűlés döntését a képviselő által beadott, de a bizottság által el nem fogadott törvényjavaslat tárgysorozatba vétele ügyében
- írásban kérhet külön szavazást módosító indítványokról
- Indokolt esetben megszakíthatja 2 perces hozzászólással a vezérszónokok megállapított sorrendjét
- indítványt tehet az Országgyűlés elnökének, alelnökeinek és jegyzőinek személyére.
- kérésére a Házbizottságot össze kell hívni

## Feladatai
- írásban jelzi az Országgyűlésnek a képviselőcsoport megalakulását, megszűnését illetve a változásokat
- meghatározza a képviselőcsoport költségvetésén belül a kötelezettségvállalásokat valamint kifizetéseket
- jelzi a plenáris ülésről távollévő képviselőket, valamint igazolás felmutatására szólítja fel őket
- az ülést megelőzően egy órával jelzi a felszólalókat valamint sorrendjüket